# Water Board Building
El Water Board Building es un edificio de oficinas de gran altura ubicado en 735 Randolph Street en el Downtown de Detroit, Míchigan. Fue construido en 1928 y tiene 23 pisos de altura. Fue diseñado por Louis Kamper en el estilo arquitectónico art déco, y sus materiales incluyen granito, piedra caliza, mármol y terracota.

## Historia y descripción

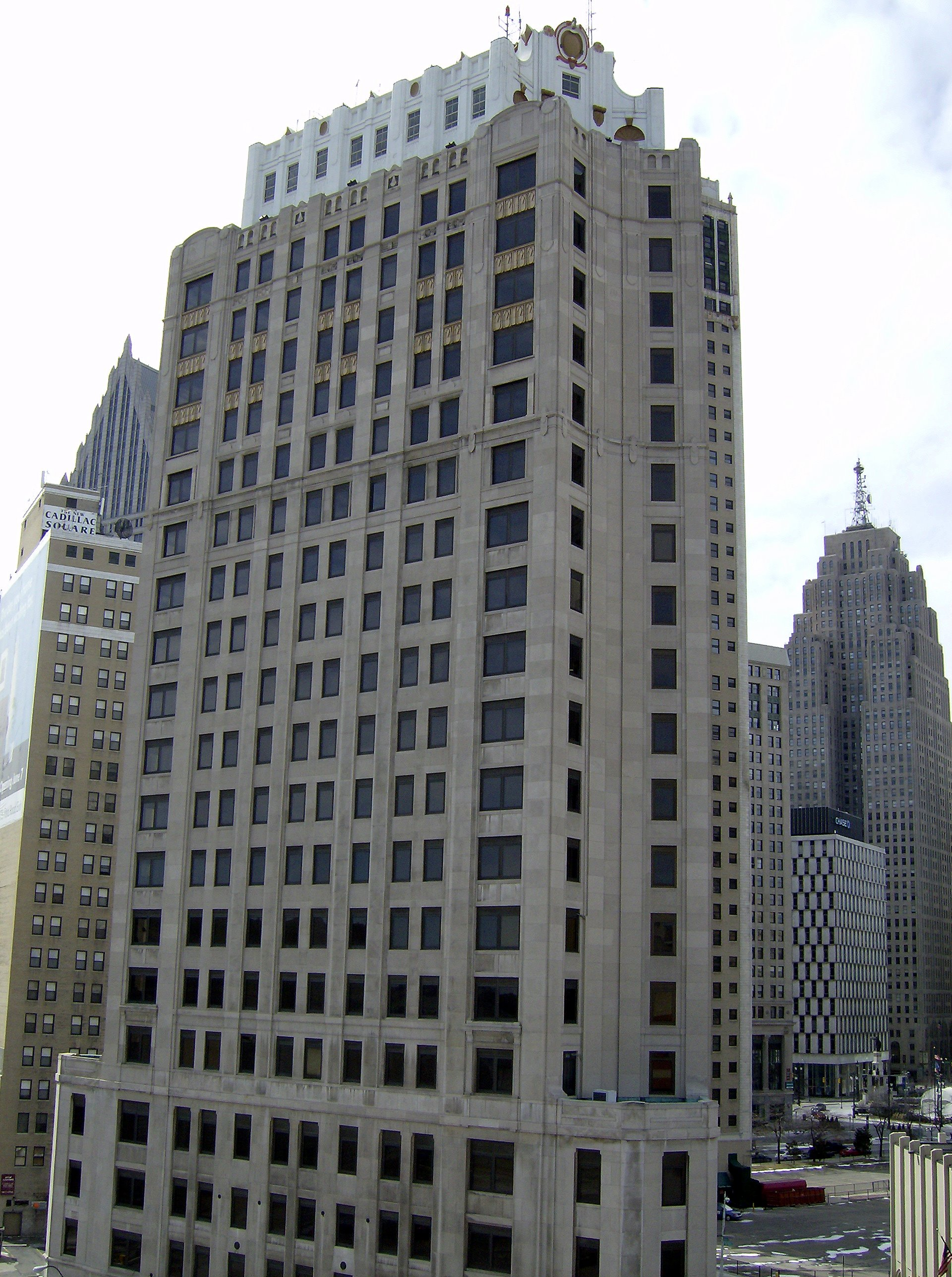
Edificio de estilo Art Deco, caracterizado por su estructura simétrica y líneas verticales. El diseño es elegante pero funcional, con una fachada de piedra y ventanas ordenadas en filas.

El Water Board Building fue diseñado en una zona de alto valor inmobiliario por Louis Kamper, quien ya había diseñado varios rascacielos detroitinos. Entre ellos el Book-Cadillac Hotel (1924) y la Book Tower (1926), que fueron en su momento los edificios más altos de la ciudad.
El edificio tiene forma triangular y, por estar aislado de otras construcciones, tiene despejadas sus tres fachadas. Esto se debe a que se eleva en un terreno con forma de triángulo, que ocupa todo el bloque formado por las calles Randolph, Farmer y Bates. El sitio del edificio fue originalmente parte del East Grand Circus Park, designado en 1806. Pero el sitio fue rezonificado en 1886, cuando parte de la tierra se convirtió en la sede de la Metropolitan Police Commission.
El Water Board Building está compuesto por una base de cinco pisos rematada por 15 pisos más de espacio de oficina y coronada con un ático de tres pisos. Originalmente se planeó tener solo 14 pisos de altura, pero debido al alto valor del terreno del sitio, la altura se incrementó. El edificio fue completado en siete meses por un joven A.Z. Shmina para A.W. Kutsche & Co . Al finalizar, la Water Commission solo ocupó los primeros ocho pisos del edificio, y los otros departamentos de la ciudad llenaron los pisos restantes. La Water Commission se convirtió en el único inquilino en la década de 1990.
El exterior del ático está pintado de terracota, y el resto del edificio está revestido de piedra caliza de Bedford. La base también incluye mármol y bandas de granito rosa y gris. Louis Grell pintó un mural de la historia de Neptuno y Detroit en el techo del gran vestíbulo, y otros murales en la sala de juntas.